# محمد بن عبد الله التركي
محمد بن عبد الله التركي (1983م - ) شاعر سعودي، صدر له عدد من الدواوين الشعرية من بينها ديوان «قسم المفقودين». حصل على عدد من الجوائز الأدبية أبرزها: جائزة «شاعر عكاظ» عام 2016م، وجائزة المركز الأول في برنامج «المعلقة» عام 2023م.

## المشاركات
- شارك في الموسم التاسع من مسابقة «أمير الشعراء» عام 2021م.[5]

## الإصدارات
| الإصدار                | التاريخ | المصدر |
| ---------------------- | ------- | ------ |
| بريد يومي لعنوان مفقود | 2014م   | [ 6 ]  |
| ما نسيته الحمامة       | 2015م   | [ 7 ]  |
| الأغاني التي بيننا     | 2017م   | [ 8 ]  |
| قسم المفقودين          | 2023م   | [ 2 ]  |

## الجوائز
- جائزة شاعر عكاظ عام 2017م.[9]
- جائزة المركز الأول في النسخة الأولى من برنامج المعلقة (فئة الشعر الحر) عام 2023م.[10][11]